# Rio Bar
Bar é um rio localizado na França.